# Herinneringsmedaille bezoek aan de Nederlandse Antillen
De koning der Nederlanden was in 1980 volgens het Statuut voor het Konininkrijk het staatshoofd van het koninkrijk dat Nederland en de Nederlandse Antillen omvat. De koning wordt alleen in Nederland door de Staten Generaal ingehuldigd. Om de gelijkwaardige positie van de Antillen binnen het koninkrijksverband te benadrukken heeft koningin Beatrix na haar inhuldiging niet alleen een bezoek aan de Antillen gebracht maar ook bepaald dat in het kader van dat bezoek een herinneringsmedaille waarvan de voorzijde gelijk zou zijn aan de Herinneringsmedaille 1980 zou worden uitgereikt met de naam Medaille bezoek Nederlandse Antillen 1980.

## Achtergrond
Toen het hof de inhuldiging van koningin Beatrix voorbereidde ontving Katinka de Bruijn-van Rood opdracht om een medaille te ontwerpen. De medaille zou op de voorzijde het portret van de in te huldigen vorstin moeten dragen. De koningin draagt geen diadeem of kroon.
Op de keerzijde van de medaille staat een door een koningskroon gedekt koninklijk monogram "B" met daaromheen de tekst "BEATRIX KONINGIN DER NEDERLANDEN" en in kleinere letters daarbinnen "30 APRIL 1980". Bij de Medaille bezoek Nederlandse Antillen 1980 werd dat "29 OKT. • 8 NOV.".
Het lint heeft zoals gebruikelijk zou worden de kleuren nassaublauw en oranje die in drie vrij brede banen voorkomt. De Nederlandse koningen kiezen sinds eeuwen voor oranje. Het lint is het spiegelbeeld van de herinneringsmedaille aan de inhuldiging.
De zilveren medaille heeft een doorsnee van 30,3 millimeter en is daarmee vrij groot. De medaille weegt circa negentien gram (met lint). Het moirézijden lint is 27 millimeter breed. Op de zijkant is een mecuriusstaf, teken van het 's Rijksmunt te Utrecht, geslagen. Er is een keur in de vorm van een zwaardje op de medaille aangebracht. Men kan een miniatuur van de medaille dragen op een rokkostuum of gala-uniform maar er is, behalve de voor militairen gedachte baton, geen knoopsgatversiering voor het revers.
Er zijn 615 medailles uitgereikt.